# Слободка (Пуховичский район)
Слободка (бел. Слабо́дка) — деревня в Пуховичском районе Минской области Республики Беларусь. В составе Блужского сельсовета.

## География
Расположена в 19,5 км на юго-востоке от Марьиной Горки, 73,5 от Минска, 0,5 км от железнодорожной станции Талька.

## История
В XVIII веке поселение в Минском уезде Минского воеводства Великого Княжества Литовского, относилось к имению Орешковичи.
В результате второго раздела Речи Посполитой 1793 года территория оказалась в составе Российской империи. В Игуменском уезде Минской губернии. В середине XIX века в Блужской волости Игуменского уезда. В конце XIX века в Омельнянской волости Игуменского уезда Минской губернии.
С конца февраля 1918 года территория оккупирована войсками Германской империи. 25 марта 1918 года согласно Третьей Уставной грамоте провозглашалась частью Белорусской Народной Республики. Жители Омельнянской волости направляли обращения в Народный Секретариат Беларуси с жалобами на действия немецких оккупационных властей. В декабре 1918 года занята Красной Армией, с 1 января 1919 года в соответствии с постановлением I съезда КП(б) Беларуси она вошла в состав Советской Белоруссии, с 27 февраля 1919 года — в ЛитБел ССР. Во время польско-советской войны в августе 1919 — июле 1920 годов под оккупацией Польши (Минский округ ГУУЗ).
С 31 июля 1920 года в Белорусской ССР. В 1920 году открыта школа I степени (в 1922 году было 62 ученика).
Во Вторую мировую войну с конца июня 1941 года до начала июля 1944 года деревня под оккупацией Германии.
До 30 октября 2009 года деревня входила в состав Тальковского сельсовета

## Население

### Численность
- 2012 год — 31 хозяйство, 57 жителей

### Динамика
- 1800 год — 9 дворов 72 жителей
- 1858 год — 62 жителей
- 1897 год — 51 двор, 312 жителей; усадьба, 4 двора, 30 жителей
- 1907 год — 32 двора, 148 жителей
- 1917 год — деревня, 45 дворов, 261 житель; застенок, 5 дворов, 24 жителя
- 1960 год — 237 жителей
- 2002 год — 53 хозяйства, 99 жителей
- 2007 год — 83 жителя
- 2009 год — 66 жителей (перепись населения)[2]
- 2010 год — 39 хозяйств, 69 жителей
- 2012 год — 31 хозяйство, 57 жителей